# Xã Union, Quận McCook, Nam Dakota
Xã Union (tiếng Anh: Union Township) là một xã thuộc quận McCook, tiểu bang Nam Dakota, Hoa Kỳ. Năm 2010, dân số của xã này là 126 người.